# Castelul Kalmar

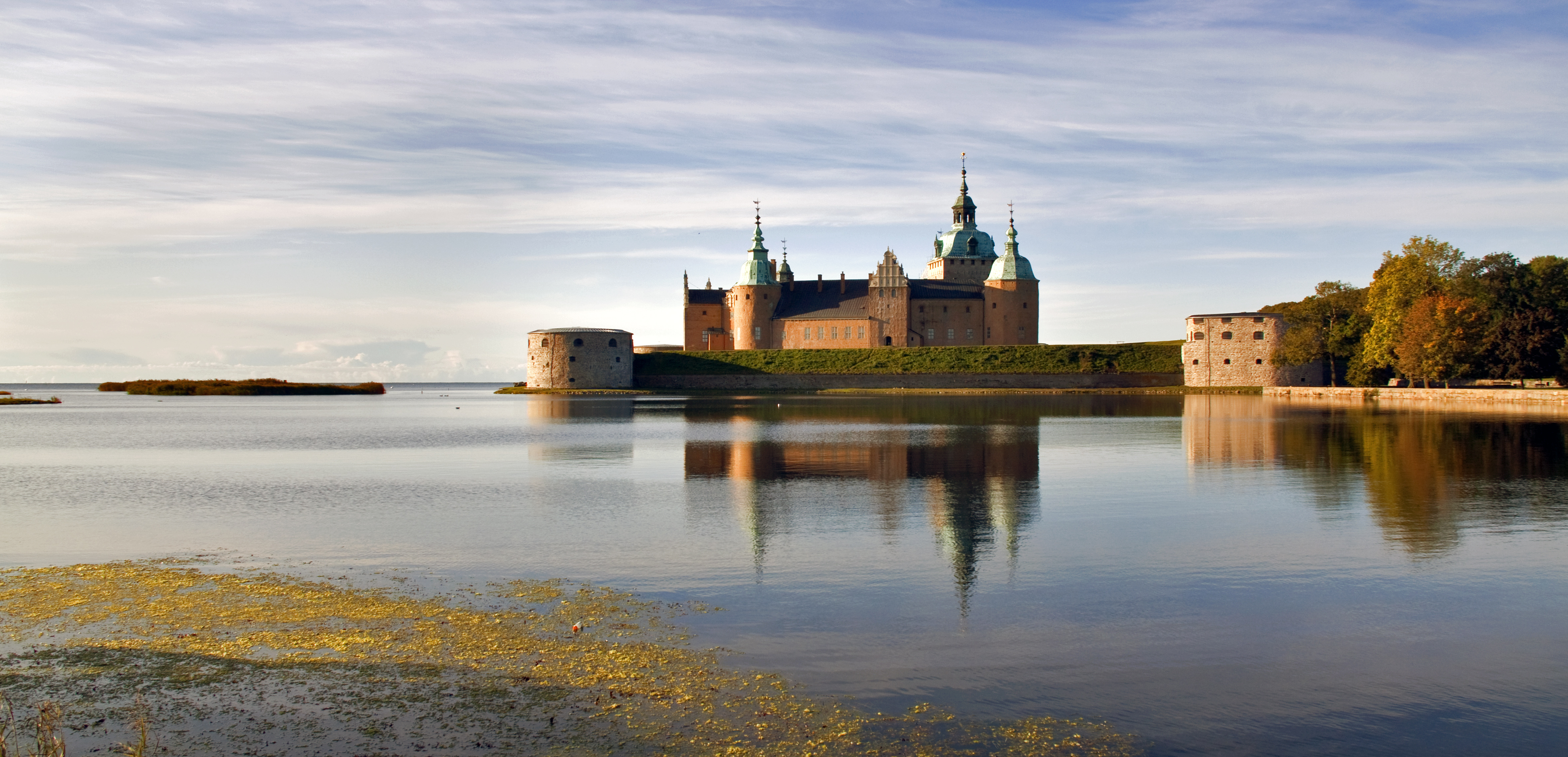
Castelul din Kalmar, latura de nord-est. Foto: 2009

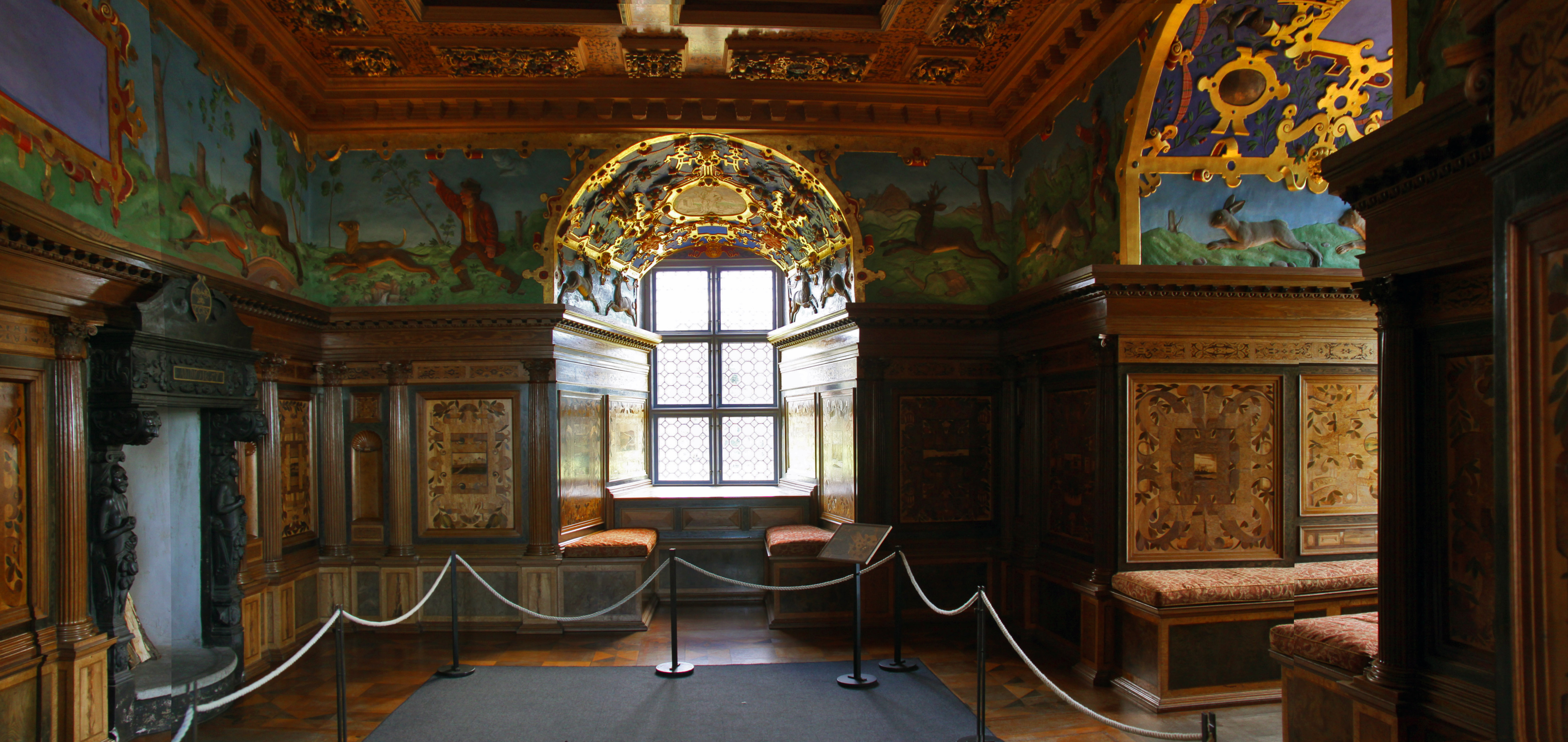
Castelul din Kalmar, camera regelui Erik al 14-lea, în turnul nordic. Foto: 2009

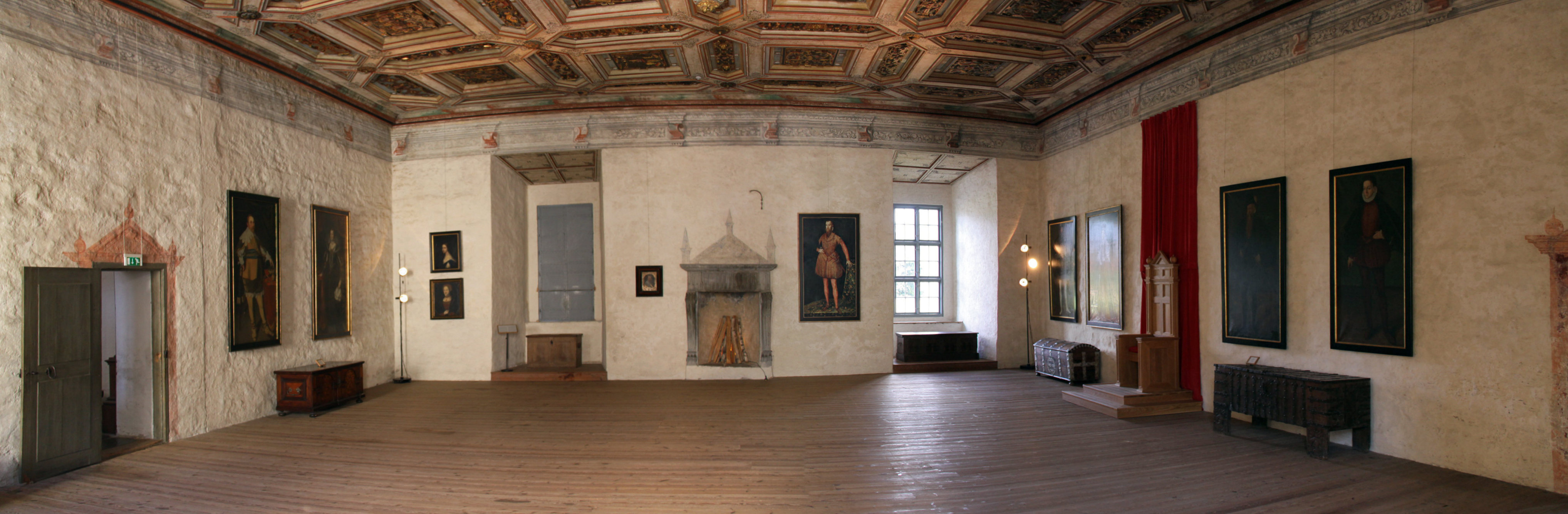
Castelul din Kalmar, Sala aurie, cu tavan casetat din 1576. Foto: 2009

Castelul Kalmar este unul dintre cele mai bine conservate și cunoscute castele din Suedia. O lungă perioadă de timp, până în 1658, castelul a funcționat ca un puternic ansamblu de apărare, în principal datorită poziției sale strategice la Marea Baltică, la granița cu Danemarca. În acele vremuri provinciile de sud ale Suediei de astăzi, Blekinge, Skåne și Halland, aparțineau Danemarcei. Castelul este un simbol pentru orașul Kalmar și unul dintre cele mai importante monumente de arhitectură și artă renascentistă din Suedia. Castelul are o istorie încărcată de politică la nivel înalt, intrigi de curte și conflicte armate sângeroase. Astăzi castelul este un loc foarte popular și un semnificativ obiectiv turistic.

## Istoric
În jurul anului 1180 a fost ridicat un turn de apărare pe locul în care se află astăzi Castelul Kalmar. Turnul a fost construit împotriva piraților și a altor agresori ce navigau de-alungul țărmurilor Mării Baltice. La începutul secolului 13, în imediata vecinătate a castelului, s-a dezvoltat orașul Kalmar. Spre sfârșitul secolului 13, regele Magnus Ladulås a permis ridicarea unor fortificații în jurul turnului de apărare.
Sub regii dinastiei Vasa, Gustav I, Erik XIV și Johan III, castelul a primit forma și amploarea de astăzi. În secolul 16 a fost transformată vechea fortificație medievală într-un castel-palat renascentist după model continental. 

## Imagini

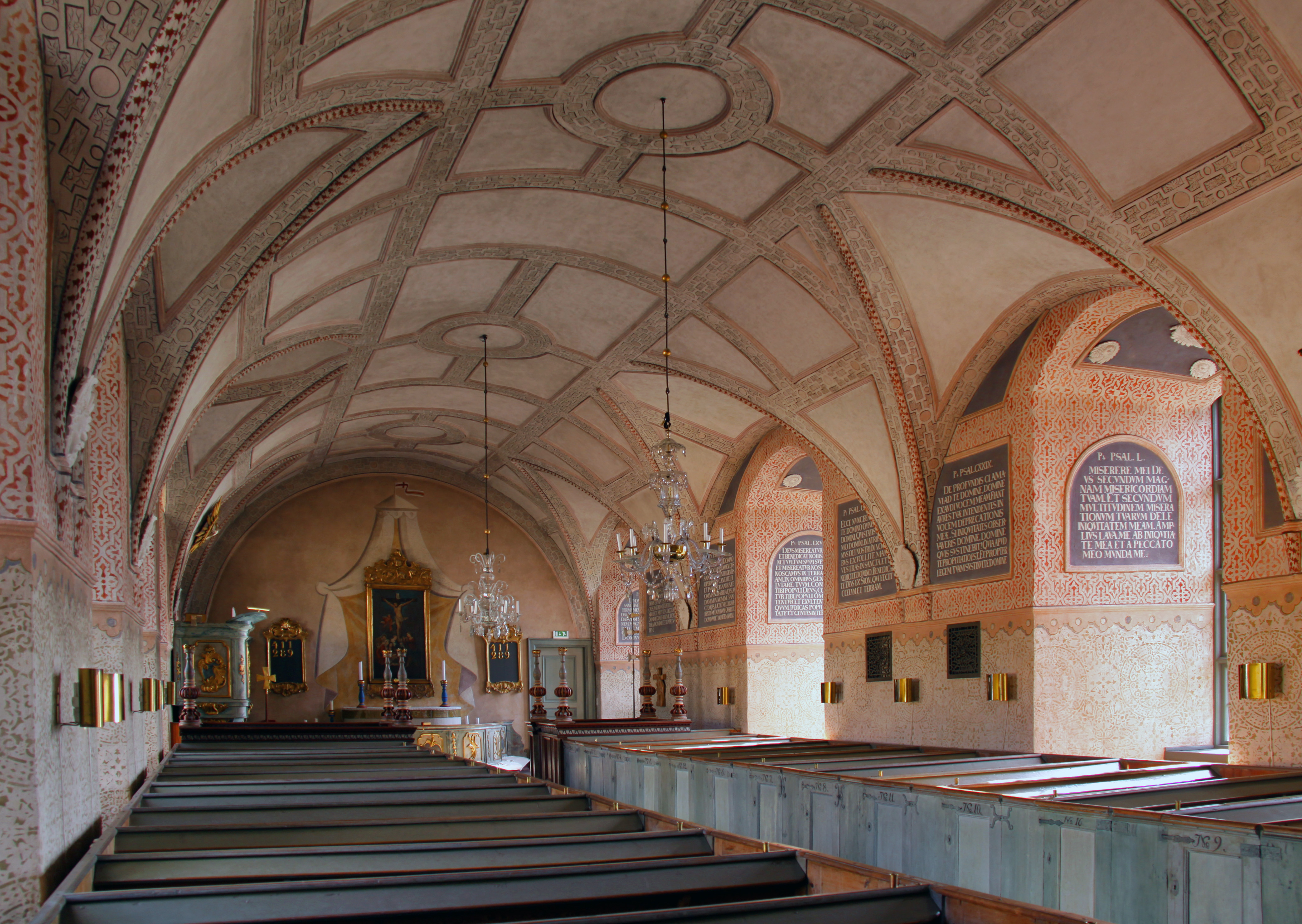
biserica castelului, terminată în 1592